# Anemia nana
Anemia nana är en ormbunkeart som beskrevs av Bak. Anemia nana ingår i släktet Anemia och familjen Anemiaceae. Inga underarter finns listade.